# Leichtathletik-Weltmeisterschaften 2017/Teilnehmer (Litauen)
| Gelbes Symbol für Goldmedaillen mit stilisierten Olympischen Ringen | Graues Symbol für Silbermedaillen mit stilisierten Olympischen Ringen | Braundes Symbol für Bronzemedaillen mit stilisierten Olympischen Ringen |
| ------------------------------------------------------------------- | --------------------------------------------------------------------- | ----------------------------------------------------------------------- |
| 1                                                                   | —                                                                     | —                                                                       |

Von Litauen wurden neun Athletinnen und sechs Athleten für die Leichtathletik-Weltmeisterschaften 2017 in London nominiert.

## Ergebnisse

### Frauen

#### Laufdisziplinen
| Athletin                   | Disziplin   | Vorlauf        | Vorlauf | Halbfinale     | Halbfinale | Finale             | Finale             |
| Athletin                   | Disziplin   | Zeit           | Platz   | Zeit           | Platz      | Zeit               | Platz              |
| -------------------------- | ----------- | -------------- | ------- | -------------- | ---------- | ------------------ | ------------------ |
| Eglė Balčiūnaitė           | 800 m       | 2:01,21 min SB | 12      | 2:00,48 min SB | 13         | nicht qualifiziert | nicht qualifiziert |
| Monika Vaiciukevičiūtė     | 20 km Gehen |                |         |                |            | 1:38:08 h          | 45                 |
| Živilė Vaiciukevičiūtė     | 20 km Gehen |                |         |                |            | 1:31:23 h PB       | 19                 |
| Brigita Virbalytė-Dimšienė | 20 km Gehen |                |         |                |            | 1:30:45 h SB       | 16                 |
| Vaida Žūsinaitė            | Marathon    |                |         |                |            | 2:41:44 h SB       | 45                 |

#### Sprung/Wurf
| Athletin              | Disziplin  | Qualifikation | Qualifikation | Finale             | Finale             |
| Athletin              | Disziplin  | Weite/Höhe    | Platz         | Weite/Höhe         | Platz              |
| --------------------- | ---------- | ------------- | ------------- | ------------------ | ------------------ |
| Airinė Palšytė        | Hochsprung | 1,92 m        | 6             | 1,92 m             | 7                  |
| Dovilė Dzindzaletaitė | Dreisprung | 13,97 m       | 15            | nicht qualifiziert | nicht qualifiziert |
| Zinaida Sendriūtė     | Diskuswurf | 61,48 m SB    | 12            | NM                 | NM                 |
| Liveta Jasiūnaitė     | Speerwurf  | 55,80 m       | 26            | nicht qualifiziert | nicht qualifiziert |

### Männer

#### Laufdisziplinen
| Athlet             | Disziplin   | Vorlauf | Vorlauf | Halbfinale | Halbfinale | Finale       | Finale |
| Athlet             | Disziplin   | Zeit    | Platz   | Zeit       | Platz      | Zeit         | Platz  |
| ------------------ | ----------- | ------- | ------- | ---------- | ---------- | ------------ | ------ |
| Marius Žiūkas      | 20 km Gehen |         |         |            |            | 1:22:38 h    | 29     |
| Arturas Mastianica | 50 km Gehen |         |         |            |            | DNF          | DNF    |
| Ignas Brasevičius  | Marathon    |         |         |            |            | 2:22:20 h SB | 51     |
| Remigijus Kančys   | Marathon    |         |         |            |            | 2:16:34 h    | 24     |

#### Sprung/Wurf
| Athlet            | Disziplin  | Qualifikation | Qualifikation | Finale             | Finale             |
| Athlet            | Disziplin  | Weite         | Platz         | Weite              | Platz              |
| ----------------- | ---------- | ------------- | ------------- | ------------------ | ------------------ |
| Andrius Gudžius   | Diskuswurf | 67,01 m       | 2             | 69,21 m PB         | Gold               |
| Edis Matusevičius | Speerwurf  | NM            | NM            | nicht qualifiziert | nicht qualifiziert |